# Reuden/Anhalt
Reuden/Anhalt ist ein Ortsteil der gleichnamigen Ortschaft der Stadt Zerbst/Anhalt im Landkreis Anhalt-Bitterfeld in Sachsen-Anhalt, (Deutschland).

## Geografie
Das Dorf Reuden/Anhalt liegt im Hohen Fläming und ist von ausgedehnten Wäldern umgeben. Die Landesgrenze zu Brandenburg verläuft unmittelbar östlich von Reuden. Die Stadt Zerbst ist ca. 20 km entfernt, die brandenburgische Kreisstadt Bad Belzig 21 km. Die Höhen des Flämings (Gorrenberge, Wachenberge je 173 m ü. NN) fallen in Richtung Südwesten allmählich ab. Nahe Reuden entspringt die nördliche Nuthe.
Die Ortschaft Reuden/Anhalt bildet sich durch die Ortsteile Reuden/Anhalt (220 Einwohner) und Reuden-Süd (46 Einwohner).

## Geschichte
1530 wurde Reuden erstmals im „Landbuch der drey Aempter Zerbst, Rosslau und Lyndaw“ (Lindau) genannt. Den Ort gab es wahrscheinlich schon weit früher, auch könnte es eine Wüstungsperiode gegeben haben. Der Dreißigjährige Krieg tangierte auch das damals noch weit abgelegene Waldgebiet des Hohen Flämings. 1631 hatte Reuden unter der Pest zu leiden. Neben dem Ackerbau auf kargen Böden gab es einen Teerofen und Köhlereien in der Umgebung.
Südlich von Reuden, zwischen Reuden und Grimme, befand sich das Komplexlager 25 der Nationalen Volksarmee. Auf dem Gelände befindet sich heute ein Geflügelzuchtbetrieb der PHW-Gruppe. Die Landwirtschaft sowie kleine Handwerksbetriebe, zwei Gaststätten und zwei Pensionen bilden die Erwerbsgrundlage in Reuden.
Seit dem 5. November 2008 führt die Gemeinde den Gemeindenamen Reuden/Anhalt.
Am 1. Januar 2010 wurde Reuden/Anhalt mit zugehörigem Ortsteil Reuden-Süd nach Zerbst/Anhalt eingemeindet.

## Politik

### Ortschaftsrat
Als Ortschaft der Stadt Zerbst/Anhalt übernimmt ein so genannter Ortschaftsrat die Wahrnehmung der speziellen Interessen des Ortes innerhalb bzw. gegenüber den Stadtgremien. Er wird aus fünf Mitgliedern gebildet.

### Bürgermeister
Der letzte Bürgermeister der Gemeinde Reuden war Elard Schmidt.
Als weiteres ortsgebundenes Organ fungiert der Ortsbürgermeister, dieses Amt wird zurzeit von Elard Schmidt wahrgenommen.

### Wappen
| | Blasonierung: „Von Rot und Silber schräglinks geteilt, oben ein silbernes Eichenblatt mit Eichel, unten ein geschrägtes rotes Pflugeisen.“ |
| Wappenbegründung: Die Farben des Ortes sind Weiß (Silber) - Rot. Das Eichenblatt bezieht sich auf eine im Ort befindliche Stieleiche, welche unter Naturschutz steht. Des Weiteren soll damit die Bedeutung der Forst- und Jagdwirtschaft symbolisiert werden, die durch eine 1559 erbaute Försterei nachweislich ist. Die Pflugschar steht für den landwirtschaftlichen Charakter, der den Ort seit Jahrhunderten prägt. Die Tinkturen entsprechen denen der ehemaligen Grafschaft Lindau, zu welcher das Dorf einst gehörte. Das Wappen wurde in der Quedlinburger Wappenrolle unter der Nummer QWR II/94008 registriert. Das Wappen wurde von der Heraldischen Gesellschaft „Schwarzer Löwe“ Leipzig gestaltet, am 2. Juni 1994 durch das Regierungspräsidium Dessau genehmigt und im Landeshauptarchiv Magdeburg unter der Wappenrollennummer 26/1994 registriert. | |

## Gedenkstätten
- Gedenkstein von 1965 auf dem Mühlberg für 61 Frauen und Männer, die während des Zweiten Weltkrieges nach Deutschland verschleppt und Opfer von Zwangsarbeit im IG-Farben-Konzern wurden
- Grabstätten und Gedenkstein von 1945 auf dem Ortsfriedhof für vier KZ-Häftlinge, die bei einem Todesmarsch im April 1945 von SS-Männern ermordet wurden

## Verkehrsanbindung
Reuden liegt an der Bundesstraße 246 (Möckern–Bad Belzig). Von Reuden zweigt die L 57 nach Zerbst ab. Nördlich der Gemeinde verlief die Bahnlinie von Potsdam über Bad Belzig nach Calbe (Saale) (die Strecke wurde im Dezember 2004 stillgelegt), der nächste Bahnhof befindet sich im 14 km entfernten Wiesenburg/Mark (Strecke Potsdam–Dessau).

## Persönlichkeiten
- Max Syring (1908–1983) war ein deutscher Langstreckenläufer